# Grunwald
Grunwald (Grünfelde fino al 1945) è un comune rurale polacco del distretto di Ostróda, nel voivodato della Varmia-Masuria.
Ricopre una superficie di 179,84 km² e nel 2004 contava 5 698 abitanti.
Il comune rurale, eccezionalmente, non prende il nome dal suo capoluogo, che è nella località di Gierzwałd, ma dalla piccola località di Grunwald, sito di importanza storica perché vi si svolse nel 1410 la famosa Battaglia di Grunwald.